# Бєліков Олег Степанович
Олег Степанович Бєліков (22 серпня 1918 — 28 лютого 1982) — радянський військовий льотчик періоду Другої світової війни. Герой Радянського Союзу (1944).

## Біографія
Народився 22 серпня 1918 року у поселені Клачка (нині в межах міста Дніпро) у родині робітника. Українець. Закінчив неповну середню школу та робітфак. Працював на заводі імені Артема.
У РСЧА з 1937 року. Закінчив Качинську військову авіаційну школу льотчиків у 1939 році.
Брав участь у німецько-радянській війні з червня 1941 року. Командир ескадрильї 19-го окремого винищувального авіаційного полку (16-а повітряна армія, 1-й Білоруський фронт) капітан Бєліков до серпня 1944 року здійснив 635 бойових вильотів, в 114 повітряних боях збив особисто 15 літаків противника і 14 у групі. Був важко поранений.
Після війни у запасі. Жив у Харкові. Помер 19 серпня 1982 року.

## Звання та нагороди
19 серпня 1944 року О. С. Бєлікову присвоєно звання Героя Радянського Союзу.
Також нагороджений:
- орденом Леніна
- 3-ма орденами Червоного Прапора.
- орденом Суворова 3 ступеня
- медалями